# Under the Radar
Albums de Little Feat
Live from Neon Park
(1996) Extended Versions
(2000)
Under the Radar est le douzième album studio de Little Feat, sorti le 16 juin 1998.

## Liste des titres
| No  | Titre                                                     | Auteur                          | Durée |
| --- | --------------------------------------------------------- | ------------------------------- | ----- |
| 1.  | Home Ground                                               | Barrere                         | 4:07  |
| 2.  | Eden's Wall                                               | Barrere, Murphy, Payne          | 6:33  |
| 3.  | A Distant Thunder                                         | Barrere, Murphy, Payne          | 5:36  |
| 4.  | Hoy Hoy                                                   | Barrere, Murphy, Payne, Tackett | 4:08  |
| 5.  | Under the Radar                                           | Barrere, Murphy, Payne          | 7:14  |
| 6.  | Vale of Tears                                             | Barrere, Murphy, Payne, Takett  | 6:11  |
| 7.  | Loco Motives                                              | Barrere, Murphy, Payne, Takett  | 5:16  |
| 8.  | Ferocious Morning                                         | Barrere, Murphy, Payne, Tackett | 6:06  |
| 9.  | Voiceless Territory (Intro to Falling Through the Worlds) | Barrere, Murphy, Payne, Tackett | 0:49  |
| 10. | Falling Through the Worlds                                | Barrere, Murphy, Payne, Tackett | 5:55  |
| 11. | The Blues Don't Tell It All                               | Murphy, Payne                   | 6:14  |
| 12. | I Got Happiness                                           | Barrere, Murphy                 | 4:32  |
| 13. | Calling the Children Home                                 | Barrere, Payne, Tackett         | 7:51  |

## Personnel

### Musiciens
- Paul Barrere : guitare, dobro, dulcimer, harmonica, chant
- Sam Clayton : percussions, chant
- Shaun Murphy : chant, tambourin
- Kenny Gradney : basse, chant
- Richard Hayward : batterie, chant
- Bill Payne : claviers, chant
- Fred Tackett : guitare, dobro, trompette, chant

### Musiciens additionnels
- Darrell Leonard : trompette, trombone (pistes 1, 2 et 13)
- Joe Sublett : saxophone (pistes 1, 2 et 13)